# Émilie Andéol
Pour les articles homonymes, voir Andéol.
Émilie Andéol, née le 30 octobre 1987 à Bordeaux, est une judokate française évoluant dans la catégorie des plus de 78 kg. Elle est médaillée d'or dans cette catégorie aux Jeux olympiques d'été de 2016. Elle remporte deux titres européens, lors des Championnats d'Europe 2014 et des Jeux européens 2015.

## Biographie
Émilie Andéol, née à Bordeaux de parents martiniquais, commence le judo au sein du club de Marcheprime en Gironde, la commune où elle vit depuis son enfance. Elle rejoint ensuite l'INSEP et en 2007 le club du Red Star Champigny.
En 2012, elle remporte le Tournoi de Rome puis en fin d'année le tournoi d'Abu Dhabi,.
Au début de l'année 2013, elle termine à la cinquième place du tournoi de Paris. Émilie Andéol remporte la médaille d'argent aux Championnats d'Europe de judo 2013 à Budapest, s'inclinant en finale face à la Slovène Lucija Polavder,. Elle obtient également la médaille d'argent lors de la compétition par équipes. Aux Championnats du monde de judo 2013 à Rio de Janeiro, elle est battue dans le match pour la troisième place par la Sud-Coréenne Lee Jung-eun.
En février 2014, elle termine deuxième du tournoi de Paris, battue par la Japonaise Kanae Yamabe. Lors des championnats d'Europe 2014 disputés à Montpellier, elle remporte son premier titre international en s'imposant face à la Bosniaque Larisa Cerić grâce aux pénalités,. Le lendemain, elle remporte une deuxième médaille d'or, la France s'imposant 3 à 2 face aux Allemandes dans la compétition par équipes. Elle remporte sa première médaille mondiale lors des mondiaux de Tcheliabinsk. Après avoir été éliminée lors du golden score par la Cubaine Idalys Ortíz, championne olympique et championne du monde en titre, elle obtient le bronze lors de la petite finale l'opposant à l'Allemande Franziska Konitz sur waza-ari lors du golden score.
Lors des Jeux européens 2015, elle remporte la médaille d’or en s’imposant en finale face à l'Allemande Jasmin Külbs (en). Lors des mondiaux, elle est éliminée dès le premier tour par la Chinoise Yu Song, future vainqueure. En octobre, elle remporte pour la première fois le tournoi de Paris où elle s'impose face à l'Allemande Franziska Konitz,. Début novembre, elle remporte la médaille de bronze lors du tournoi d'Abou Dhabi,. En décembre, elle termine troisième du Grand Chelem de Tokyo.
Lors des championnats d'Europe 2016 disputés à Kazan, elle est éliminée en quart de finale par la future championne d'Europe, la Turque Kayra Sayit, puis est battue en repêchages par l'Allemande Carolin Weiss. En mai 2016, elle termine ensuite troisième du tournoi de Bakou.
Elle dispute pour la première fois les Jeux olympiques lors de l'édition 2016 de Rio de Janeiro. En demi-finale, elle élimine la Chinoise Yu Song, championne du monde en titre, sur ippon. Elle devient championne olympique en détrônant Idalys Ortíz sur immobilisation lors du golden score.
En début d'année 2017, elle termine troisième du tournoi de Paris. Aux championnats d'Europe à Varsovie, elle est éliminée dès son premier match. Elle dispute la compétition par équipes où la France remporte la médaille d'or. Elle révèle plus tard que ses problèmes de genoux sont dus à de l'arthrose avancée. Ses douleurs la handicapant également dans sa vie quotidienne lui font penser à arrêter sa carrière. Une solution chirurgicale, bien que connue — prothèse du genou qui signifie donc l'arrêt du judo — n'est alors pas retenue. Elle participe aux championnats du monde où elle s'incline en quart de finale face à la Turque Kayra Sayit sur ippon après immobilisation avant de s'incliner en finale de repêchage. Elle déclare alors vouloir faire une pause et arrêter les compétitions pendant une année.
Le 12 août 2018, elle annonce officiellement, sur sa page Facebook, mettre un terme à sa carrière sportive, deux ans après sa médaille d'or olympique. Depuis décembre 2019, elle est cheffe de projet à la Fondation Ippon.
Durant les Jeux olympiques 2020 à Tokyo et Jeux olympiques d'été de 2024 à Paris, elle est consultante pour France Télévisions et commente les épreuves de judo avec Rodolphe Gaudin.

## Autres activités
En parallèle à sa carrière de sportive, elle a bénéficié d'une convention avec le conseil départemental du Val-de-Marne afin de préparer sa reconversion. Elle a également suivi une formation dans le but de devenir professeure de judo.
Elle est désormais responsable de projet pour la fondation Ippon qui lutte contre la fracture numérique.

## Palmarès
| Année | Compétition           | Lieu         | Résultat | Catégorie     |
| ----- | --------------------- | ------------ | -------- | ------------- |
| 2013  | Championnats d'Europe | Budapest     | 2e       | Plus de 78 kg |
| 2014  | Championnats d'Europe | Montpellier  | 1re      | Plus de 78 kg |
| 2014  | Championnats du monde | Tcheliabinsk | 3e       | Plus de 78 kg |
| 2015  | Jeux européens        | Baku         | 1re      | Plus de 78 kg |
| 2016  | Jeux olympiques       | Rio          | 1re      | Plus de 78 kg |

## Distinctions
- Kimono d'or, décerné par la Fédération française de judo et récompensant le meilleur judoka de l'année écoulée, en 2016[26]
- Championne des championnes Françaises par L'Équipe en 2016[27]

### Décorations
- Chevalier de la Légion d'honneur (décret du 30 novembre 2016)[28]
- Médaille de la jeunesse, des sports et de l'engagement associatif, or (arrêté du 22 octobre 2024)[29]

## Postérité
En 2013, le nom d'Émilie Andéol est donné au Dojo du complexe sportif de Marcheprime. Trois ans plus tard, en 2016, son nom est donné au complexe sportif de Marcheprime.
En 2017, un gymnase est inauguré au nom d'Emilie Andéol à Magny le Hongre en Seine et Marne.